# Kanakgiri, Gangawati
Kanakgiri là một làng thuộc tehsil Gangawati, huyện Koppal, bang Karnataka, Ấn Độ.